# Novo Selo (Kupres, BiH)
Novo Selo je naseljeno mjesto u općini Kupres, Federacija Bosne i Hercegovine, BiH.

## Povijest
Nakon potpisivanja Daytonskog mirovnog sporazuma izdvojeno je istoimeno naseljeno mjesto koje je pripalo općini Kupres (RS) koja je ušla u sastav Republike Srpske.

## Stanovništvo

### 1991.
Nacionalni sastav stanovništva 1991. godine, bio je sljedeći:
ukupno: 320
- Srbi - 319
- Hrvati - 1

### 2013.
Na popisu 2013. godine bilo je bez stanovnika.